# فینال جام حذفی فوتبال انگلستان ۱۸۷۴
فینال جام حذفی فوتبال انگلستان ۱۸۷۴، رقابت پایانی جام حذفی فوتبال انگلستان در سال ۱۸۷۴ میلادی است که مابین دو تیم باشگاه فوتبال دانشگاه آکسفورد و باشگاه فوتبال رویال انجینیرز در ورزشگاه اووال لندن برگزار شده‌است.
این مسابقه که در تاریخ ۱۴ مارس ۱۸۷۴ انجام شده‌است با نتیجه ۲ بر ۰ به سود تیم باشگاه فوتبال رویال انجینیرز به پایان رسید.